# Germaine Béria
Pour les articles homonymes, voir Béria.
Germaine Béria, née le 4 décembre 1891 et morte le 25 novembre 1950, est une chanteuse française de café-concerts.

## Biographie

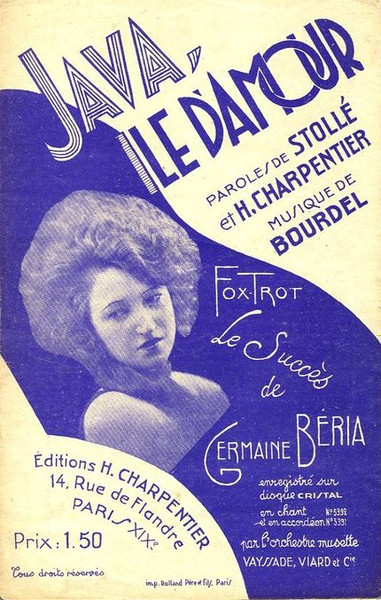
Pochette de disque de Germaine Béria.

Germaine Béria est née le 4 décembre 1891. Elle débute sur scène à Paris en mars 1911. Elle se produit dans différents établissements parisiens, dont le Casino Saint-Martin, le Concordia, le Casino de Montmartre, le Concert National, le Casino Montparnasse et l'Alhambra. Elle chante aussi dans différentes villes de France et de Belgique et en Algérie,.
Dans les années 1920 et 1930, elle est appelée la Béria et se produit au Palace, à Bobino, à l'Éden-Concert, au Théâtre de Belleville et au Concert Pacra. Elle enregistre des disques et passe à la radio. Elle chante encore à la sortie de la Seconde Guerre mondiale en 1945.
Chanteuse réaliste populaire, elle interprète avec succès L'Accordéoniste, Du gris, C'est la machine, Quand on s'est aimé, Le Raccommodeur de faïence, La Vipère, L'Araignée du faubourg et Si dans tes bras.
Germaine Béria meurt le 25 novembre 1950. À son décès, le journal Libération lui consacre une petite nécrologie : « Germaine Béria fut une des plus populaires vedettes du phonographe (sur rouleau) puis du gramophone. Applaudie dans tous les music-halls, jamais elle ne ménagea le concours de sa générosité et de son talent aux fêtes de bienfaisance données au profit d'œuvres populaires ».